# Îlot Preto
L'îlot Preto (en portugais : Ilhéu Preto) est un îlot situé dans la freguesia de Boaventura, dont la municipalité est São Vicente, à Madère, au Portugal.